# Семёнов, Александр Георгиевич
Алекса́ндр Гео́ргиевич Семёнов (22 февраля [7 марта] 1907, Тамбов ― 22 июня 1958, Москва) ― советский кларнетист и музыкальный педагог, кандидат искусствоведения (1938), профессор Московской консерватории (с 1950).

## Биография
По окончании Тамбовского музыкального техникума (1927) учился на рабфаке Московской консерватории по классу кларнета Сергея Розанова, у него же в 1929–1933 учился в самой консерватории и в 1933–1936 проходил аспирантуру. В 1938-м первым из советских музыкантов-духовиков защитил кандидатскую диссертацию («Основные методические принципы развития техники исполнения на кларнете»). С 1931-го ― солист симфонического оркестра Московской филармонии, выступал также с сольными программами и в ансамблях.
Преподавал в консерватории с 1932 года (с перерывом в 1941–1944 годы; в годы Великой Отечественной войны служил в рядах Красной / Советской Армии), занимал в консерватории различные руководящие посты (заведующий кафедрой деревянных духовых, декан оркестрового факультета, секретарь партийной организации). В 1948 году, как парторг консерватории, на собраниях по случаю обсуждения постановления об опере «Великая дружба» выступал с резкой критикой композиторов, объявленных «формалистами» ― Прокофьева, Шостаковича, Шебалина .
Семёнов ― автор пяти сборников этюдов, переложений и обработок для кларнета, под его редакцией в 1940-м вышла «Школа игры на кларнете» Сергея Розанова. Среди его учеников ― Василий Гетман, Борис Диков, Авангард Федотов, Игорь Штегман и другие кларнетисты.
Похоронен в семейной могиле на территории некрополя Донского монастыря.